# STS-44
是历史上第四十四次航天飞机任务，也是亚特兰蒂斯号航天飞机的第十次太空飞行。

## 任务成员
- 弗雷德里克·格里高利（Frederick D. Gregory，曾执行、以及任务），指令长
- 特伦斯·亨里克斯（Terence T. Henricks，曾执行、以及任务），飞行员
- 斯多里·马斯格雷夫（Story Musgrave，曾执行、以及任务），任务专家
- 马里奥·伦科（Mario Runco，曾执行、以及任务），任务专家
- 詹姆斯·沃斯（James S. Voss，曾执行、以及任务），任务专家
- 托马斯·亨能（Thomas J. Hennen，曾执行任务），有效载荷专家